# Carbone trempé
Le carbone trempé (Quenched Carbon ou Q-Carbon) est une forme solide allotropique du carbone obtenue par trempage d'une couche de carbone amorphe chauffée à 3 700 °C. Ses caractéristiques physiques sont exceptionnelles (dureté, ferromagnétisme, transmission de la lumière).

## Propriétés
Les principales propriétés du carbone trempé sont, :
- dureté supérieure à celle du diamant (reconnu comme élément existant le plus dur) ;
- transparence supérieure à celle du diamant, et électrons périphériques très peu liés (utilisation potentielle en opto-électronique) ;
- comportement ferromagnétique à température ambiante, contrairement à la plupart des autres formes de carbone (température de Curie : 500 K, saturation magnétique de 20 emu/g) ;
- précurseur à basse pression du diamant (potentiel de productions de micro-diamants à bas coût) ;
- densité supérieure à celle du carbone amorphe ;
- liaisons chimiques majoritairement de type sp3 (75 % à 85 %).

## Obtention

Diagramme de phase du carbone. PT = point triple.

Non prévu théoriquement, cette nouvelle forme cristalline du carbone a été découverte en 2015 de manière fortuite en tant que produit intermédiaire lors de recherches sur l'obtention de diamant à température ambiante effectuées par Jagdish Narayan.
Comparé au diamant synthétique, le carbone trempé s'obtient « facilement » en chauffant et en refroidissant très rapidement du carbone amorphe (trempe). Pour pouvoir chauffer et refroidir rapidement ce carbone, il faut une mince couche de carbone (plus rapide à chauffer ou refroidir) et un substrat qui supporte l'élévation de température. Dans les faits, une mince couche de quelques centaines de nanomètres de carbone amorphe est déposée sur un substrat en saphir, puis chauffée intensément par un laser : en 200 nanosecondes, la couche superficielle du substrat (entre 20 et 500 nm d'épaisseur) atteint les 4 000 K et entre en surfusion (état liquide malgré une température de 1 000 K inférieure à la température de fusion du carbone). En refroidissant, les atomes s'arrangent dans une structure moléculaire forte (sp3) différente du diamant ou du graphite, et ce de manière uniforme dans l'espace.
En faisant varier la vitesse de refroidissement, on peut modifier la structure du carbone trempé qui cristallisera sous forme cubique à faces centrées (diamant). Ces micro-diamants serviront ensuite de noyaux de nucléation pour grossir et devenir des micro-diamants (>100 nm). Il est possible d'augmenter la production de diamant en réitérant le processus de trempage plusieurs fois d'affilée.
La particularité de ce processus est d'atteindre le point triple du carbone 1 000 K en dessous de sa valeur théorique et à pression ambiante, et ce grâce à l'état de surfusion. À ce moment, l'énergie libre de Gibbs du carbone amorphe est la même que l'énergie libre du carbone liquide et du diamant.